# 土井利意
土井 利意（どい としもと）は、三河西尾藩の第2代藩主。刈谷藩土井家2代。

## 生涯
寛文4年（1664年）、老中で相模小田原藩主の稲葉正則の七男として生まれる。延宝3年（1675年）に西尾藩主土井利長の養子となる。延宝9年（1681年）4月13日に利長が隠居したのにともない家督を継いだ。税制改革や農政に尽力し善政を行なった名君として知られる。
宝永元年（1704年）10月9日に奏者番に任じられ、山城守に任官された。正徳3年（1713年）3月28日、寺社奉行を兼任の形で任じられた。藩政では徳川氏ゆかりの松應寺修理で功績を挙げた。また、貞享3年（1686年）には領地が隣接していた高家の吉良義央と、領地の境界線をめぐって争っている。宝永4年（1707年）の大地震（宝永地震）では大被害を受け、救済に努めている。
享保9年（1724年）閏4月27日に死去した。享年61。跡を養子の利庸が継いだ。

## 系譜
父母
- 稲葉正則（実父）
- 毛利秀元の娘（実母）
- 土井利長（養父）

正室、継室
- 土井利隆の娘（正室）
- 某氏（継室）

子女
- 初
- 幸
- 勝千代
- 縫殿助
- 曾与
- 待
- 清

養女
- 土井利庸 - 三浦便次の四男[2]
- 千代